# Лида-машина
Лида (Lida-machine, Лечебный импульсный дистанционный аппарат) — один из первых медицинских аппаратов для расслабления и усыпления, созданный в СССР в 1965 году группой молдавских изобретателей (Л. Я. Рабичев, П. В. Раку и другие). Принцип действия состоит в одновременном воздействии на пациента ритмических импульсов электрического поля частотой 40 МГц, вспышек зелёного света, звуков, имитирующих падающие капли, и тепловых импульсов.
Воздействие устройства создаёт в течение 30-минутного сеанса похожее на транс состояние, названное электрогипнозом. Весь сеанс проводится в звукоизолированной и затемненной комнате. Человек, находящийся под воздействием прибора, испытывает приятные ощущения. Пациент во время процедуры видит, слышит и осознает процедуру погружения в сон, а это бывает очень важно при лечении бессонницы. Проснувшись, не все больные осознают, что они спали, несмотря на то, что были все признаки сна.
Данная модель напоминала ранее изобретенную «машину сновидений» Соммервиля, но более усовершенствованную за счет высокочастотного магнитного поля (УВЧ-терапия). В 1970-х годах лида-машину дорабатывают и создается аппарат «Ритмосон», из которого исключили токи и тепловое излучение, однако это повлияло на качество сна — он стал более поверхностным, пациент не ощущал чувства отдыха.